# Oued Sahel
L'oued Sahel est une rivière du nord de l'Algérie. Il se jette dans la Soummam à Akbou.